# Ayguetinte
Ayguetinte is een gemeente in het Franse departement Gers (regio Occitanie) en telt 172 inwoners (2004). De plaats maakt deel uit van het arrondissement Condom.

## Geografie
De oppervlakte van Ayguetinte bedraagt 6,2 km², de bevolkingsdichtheid is 27,7 inwoners per km².
De Auloue stroomt door de gemeente.
De onderstaande kaart toont de ligging van Ayguetinte met de belangrijkste infrastructuur en aangrenzende gemeenten.

## Demografie
Onderstaande figuur toont het verloop van het inwonertal (bron: INSEE-tellingen).

1. ↑  Populations de référence 2022.